# Atlantic Crossing (série de televisão)
Atlantic Crossing (em português: A Travessia) é uma série de televisão norueguesa de drama histórico criada por Alexander Eik. Ambientada durante a Segunda Guerra Mundial, a série conta a historia do período em que a princesa Martha da Noruega tornou-se refugiada nos Estados Unidos após fugir da invasão nazista de 1940 na Noruega.
A série estreou em 25 de outubro de 2020 na NRK e em 4 de abril de 2021 na PBS dos Estados Unidos. Em Portugal, estreou na RTP2 a 28 de julho de 2021.

## Elenco e personagens
- Sofia Helin como Princesa Martha da Noruega
- Tobias Santelmann como Olavo V da Noruega
- Kyle MacLachlan como Presidente Franklin Delano Roosevelt
- Søren Pilmark como Haakon VII da Noruega
- Anneke von der Lippe como Ragni Østgaard

### Recorrente
- Harriet Sansom Harris como Eleanor Roosevelt
- Daniel Betts como Harry Hopkins
- Lucy Russell como Missy LeHand
- Suzanne Bertish como Florence Harriman
- Leonora Eik como Ragenhilda da Noruega
- Amathea Eik como Astrid da Noruega
- Justýna Brozková como Haroldo V da Noruega
- Michael Pitthan como Jorge VI do Reino Unido
- Abigail Rice como Rainha Elizabeth, a Rainha Mãe
- Lasse Kolsrud como Nikolai
- Petr Meissel como Nordlie

## Produção
A série em oito episódios foi co-produzida pela produtora Cinenord, a emissora pública NRK e o Public Broadcasting Service (PBS). A maior parte da série foi filmada na República Tcheca e na Noruega.

## Recepção
No Rotten Tomatoes, a série detém um índice de 86% de aprovação, com base em sete críticas, com uma nota média de 9,0/10.

## Prêmios e indicações
| Ano  | Prêmio                  | Categoria                      | Indicado          | Resultado | Ref   |
| ---- | ----------------------- | ------------------------------ | ----------------- | --------- | ----- |
| 2021 | Emmy Internacional 2021 | Melhor Telefilme ou Minissérie | Atlantic Crossing | Venceu    | [ 7 ] |